# Руджеро, Антонелла
Антоне́лла Рудже́ро (итал. Antonella Ruggiero; род. 15 ноября 1952, Генуя, Италия) — итальянская певица, с 1975 по 1989 год — вокалистка группы Matia Bazar.
Её голос классифицируется как лёгкое сопрано и обладает необыкновенным вокальным диапазоном в 4 октавы.

## Биография
Родилась в Генуе 15 ноября 1952 года.
В 1975, будучи студенткой Академии Изящных искусств, стала солисткой группы Матиа Базар, в её составе выиграв фестиваль в Сан-Ремо, обретя мировую популярность (подробнее см. в статье о группе).
В 1985 и 1988 годах в составе группы посетила СССР, концерты прошли с большим успехом.
В конце 1989 года Антонелла Руджеро покинула группу, но после 7 лет, посвящённых семье, в 1996 занялась сольной карьерой, 6 раз участвовала в фестивале Сан-Ремо, трижды получив призовые места.
В 2009 году приняла участие в записи сингла «Ti Sento» группы Scooter.
В марте 2013 года выступила с концертом в Москве. 6 декабря 2013 года Антонелла вернулась в российскую столицу, выступив в Московском международном Доме музыки с концертной программой «Римские каникулы».

## Семья
Муж — Роберто Коломбо (итал. Roberto Colombo; род.1951, Милан, Италия) — профессиональный пианист, композитор, аранжировщик, дирижер, продюсер, специалист по электронным клавишным инструментам.
- Сын —  Габриэле Коломбо (итал. Gabriele Colombo; род. 1990)

Семья проживает в коммуне Монтевеккья (итал. Montevecchia).

## Дискография
- 1996 — Libera
- 1997 — Registrazioni Moderne
- 1999 — Sosp.esa
- 2001 — Lunacrescent
- 2003 — Antonella Ruggiero
- 2004 — Sacrarmonia [Il Viaggio]
- 2005 — Big Band
- 2006 — L'Abitudine Della Luce
- 2006 — Stralunato Recital Live
- 2007 — Genova, La Superba
- 2007 — Souvenir D'Italie
- 2010 — I Regali Di Natale (2 CD)
- 2014 — L'impossibile e certo